# Hyssna
Hyssna is een plaats in de gemeente Mark in het landschap Västergötland en de provincie Västra Götalands län in Zweden. De plaats heeft 602 inwoners (2005) en een oppervlakte van 162 hectare.

## Verkeer en vervoer

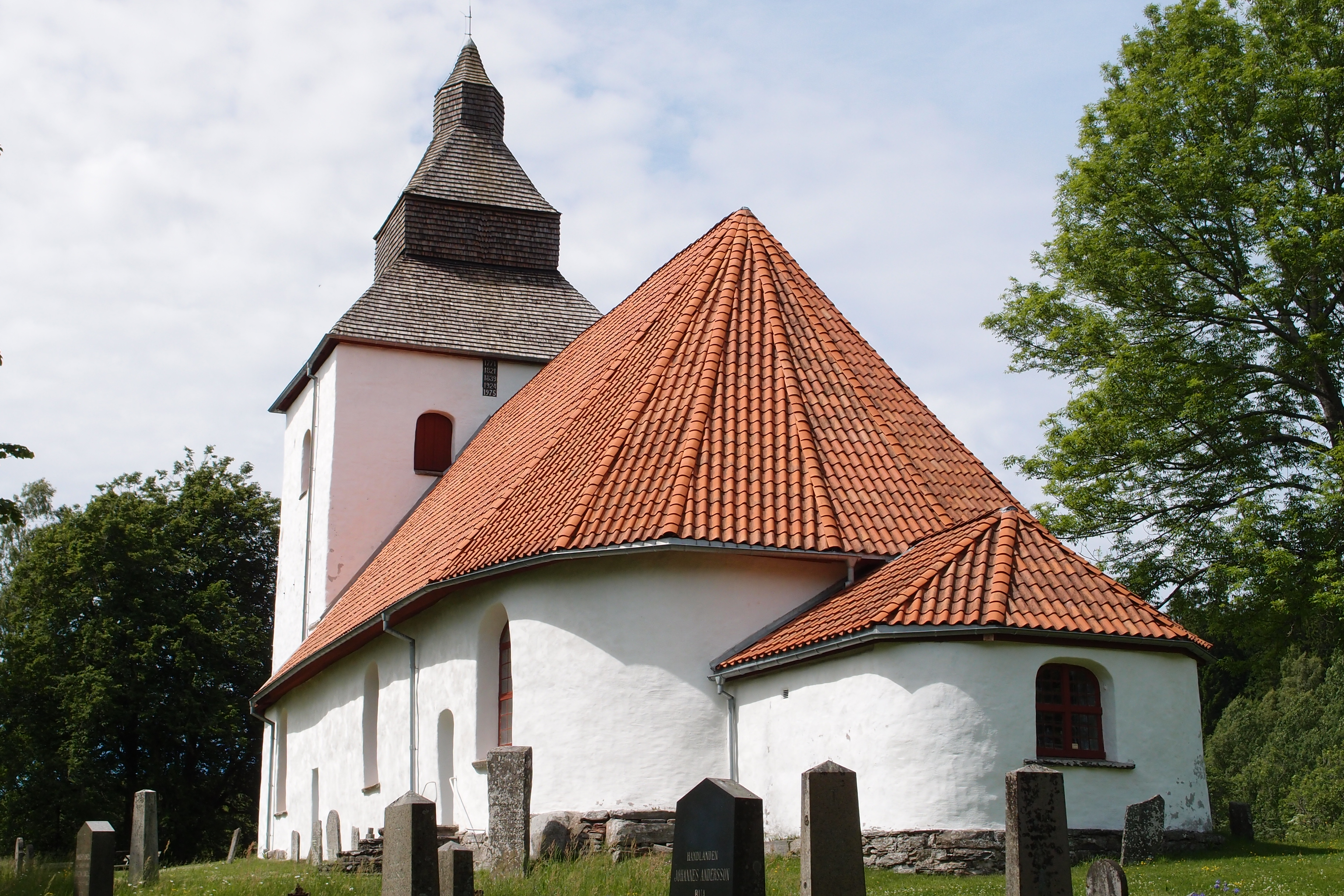
Kerk

Bij de plaats loopt de Länsväg 156.